# James M. Beggs

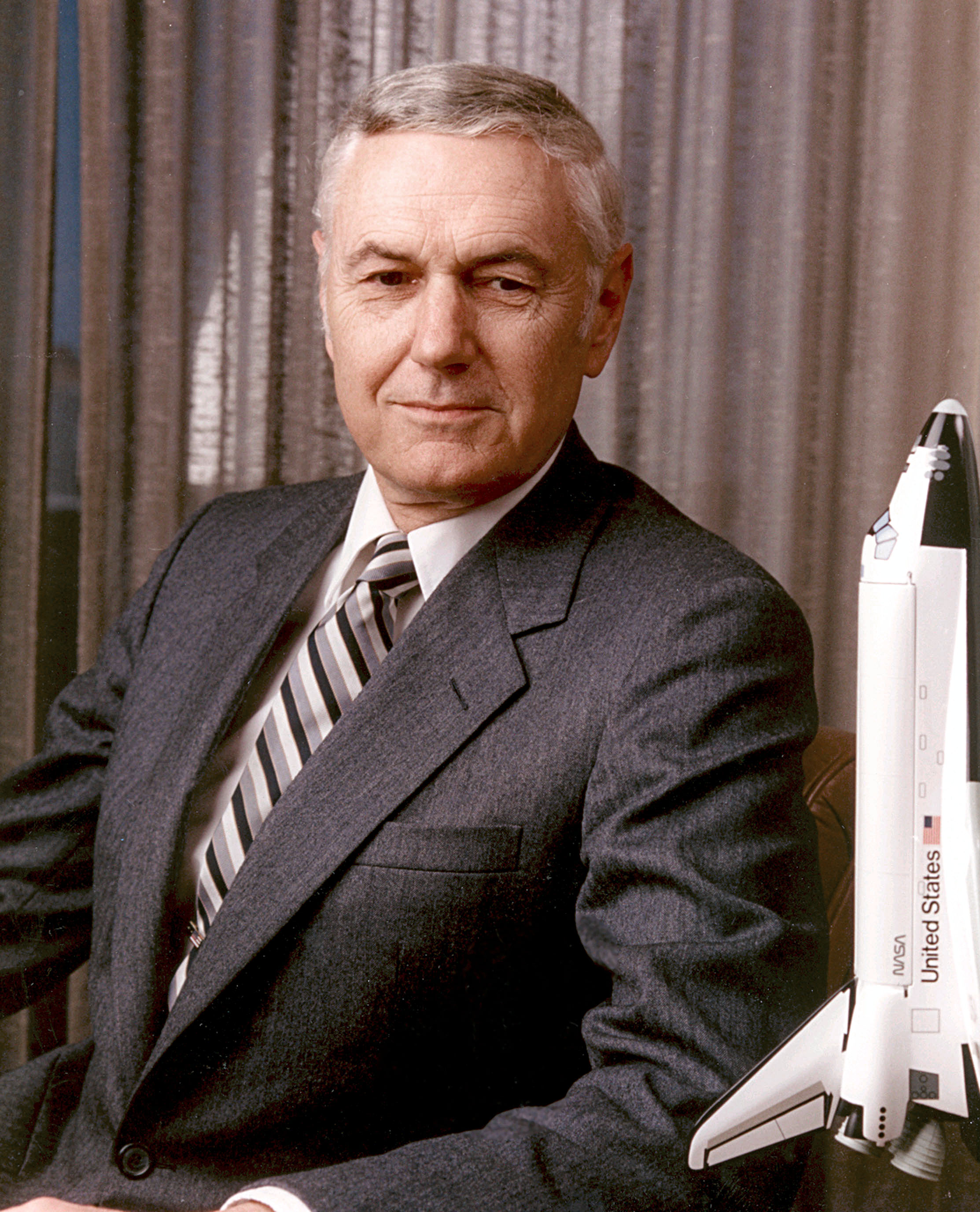
James M. Beggs

James Montgomery Beggs (ur. 9 stycznia 1926 w Pittsburghu, zm. 23 kwietnia 2020 w Bethesda) – amerykański urzędnik, szósty administrator Narodowej Agencji Aeronautyki i Przestrzeni Kosmicznej (NASA), urzędujący w okresie od 10 lipca 1981 do 4 grudnia 1985. Absolwent United States Naval Academy i Harvard University.